# فرودگاه تیونک
فرودگاه تیونک (به انگلیسی: Tyonek Airport)  یک فرودگاه خصوصی  با کد یاتا TYE است که یک باند فرود شن دارد و طول باند آن ۹۱۴ متر است. این فرودگاه در  کشور ایالات متحده آمریکا قرار دارد و در ارتفاع ۳۴ متری از سطح دریا واقع شده است.